# 格罗贝-拉巴迪耶博物馆

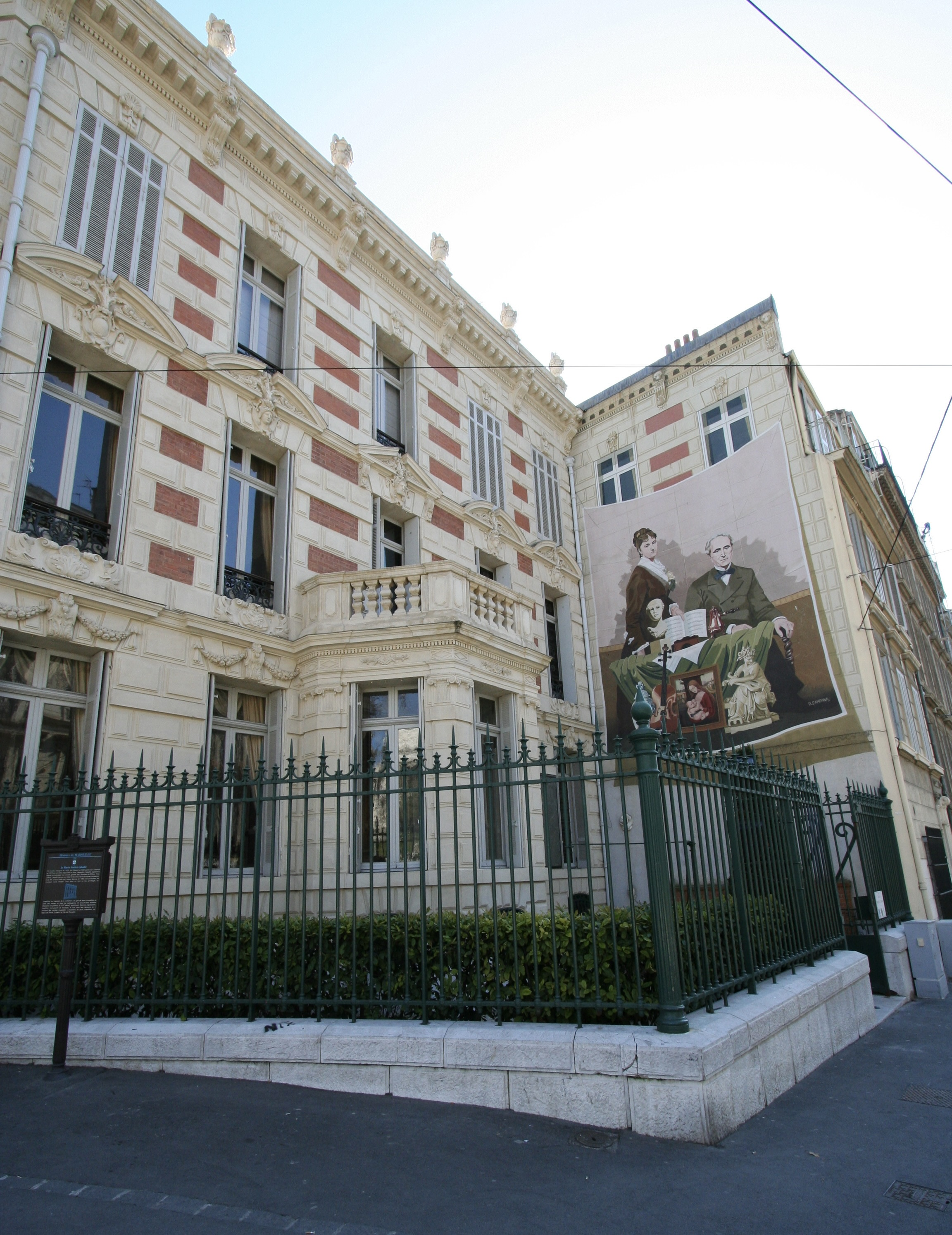
格罗贝-拉巴迪耶博物馆

格罗贝-拉巴迪耶博物馆（法語：Musée Grobet-Labadié）是法国马赛的一座博物馆。

## 历史
设于一座19世纪豪宅中，展示这个家族曾拥有的收藏品。1919年，马赛巨商亚历山大·拉巴迪耶（Alexandre Labadié）的女儿玛丽·格罗贝（Marie Grobet）将其家族艺术品收藏连同这座豪宅捐赠给马赛市。 